# Adelaide Entertainment Centre
Das Adelaide Entertainment Centre (kurz: AEC) ist eine Mehrzweckhalle im Vorort Hindmarsh der australischen Stadt Adelaide, Hauptstadt des Bundesstaates South Australia, nordwestlich des Stadtzentrums von Adelaide. Die Basketballmannschaft der Adelaide 36ers aus der National Basketball League (NBL) sowie die Netballmannschaft der Adelaide Thunderbirds (NNL) tragen ihre Heimspiele im AEC aus.

## Geschichte
Der Bundesstaat South Australia kam dem Wunsch der Bevölkerung nach einer modernen Konzert- und Veranstaltungshalle für internationale Künstler und Bands nach. Der Bau der Arena begann Anfang 1990. Über 750.000 Stunden wurden in den Bau investiert. Mehr als 75.200 t Erdreich wurden ausgehoben und 36.480 t Beton verbaut. Die Sicherheitsausstattung umfasst Kameras, Rauch- und Wärmemeldesysteme. Hinzu kommen über 100 Feuerlöscher, 4000 Sprinkler, 42 Schlauchaufroller und Pumpen, die die Wasserversorgung auf mehr als 8000 Liter pro Minute steigern können. Die Grundfläche der Arena weist die Maße 65,4 × 42,1 m auf. Vom Hallenboden bis zur Dachspitze sind es rund 20 Meter. So hoch wie ein fünfgeschoßiges Haus. Die Spannweite der Vorhalle misst 85 m. Für den Bau der Halle und des Daches wurden 980 t Baustahl benötigt. Darunter acht Fachwerkträger mit einem Gesamtgewicht von 216 t. Jeder der Träger spannt über eine Länge von 85 m.
Eröffnet wurde der Komplex, bestehend damals aus der Haupthalle und dem Theater, am 20. Juli 1991 durch John Bannon, dem Premierminister von South Australia. Die Kosten lagen bei 44 Mio. AUD. Der Bundesstaat ist Eigentümer und die Adelaide Entertainments Corporation ist der Betreiber der Veranstaltungsstätte. Die Halle fasst, je nach Veranstaltung, zwischen 1500 und 11.300 Zuschauer. Das Theater bietet 500 bis 3000 Plätze. Neben den beiden Sportmannschaften finden auch Squash, Eishockey, Monstertruck, Motocross, Boxen, Wrestling, Rodeo, Gerätturnen, Tennis, BMX oder Aerobic statt sowie verschiedenste Veranstaltungen wie Messen, Ausstellungen, Musicals, Familien- und Eisshows (wie Disney On Ice oder Sesamstraße Live), Bankette, Partys, Zirkus, Stand-up-Comedyshows oder Tagungen. Konzerte im Adelaide Entertainment Centre sind ein wichtiges Standbein für die Betreiber. Am häufigsten trat die Gruppe The Wiggles auf. Von Februar 2009 bis März 2010 wurde das Adelaide Entertainment Centre für 52 Mio. AUD umfangreich renoviert und erweitert. Es wurde u. a. der neue Eingangsbereich mit der Kuppel The Orb geschaffen, die mit bis zu 16,4 Mio. verschiedenen Farben beleuchtet werden kann. Die Kuppel besitzt 140 transluzente Kissen aus ETFE. Die Front des Theaters ziert eine 67 m lange und 2,4 m hohe LED-Leinwand. Ein weiteres Theater mit 2500 Plätzen wurde hinzu gebaut. Die Wiedereröffnung fiel mit der Einweihung der verlängerten Straßenbahnlinie Glenelg von Adelaide zum AEC zusammen.

## Verkehrsanbindung
- Straßenbahn[6]
  - Die Straßenbahn von Adelaide hält direkt vor dem AEC in Hindmarsh. Sie ist kostenfrei.
- Zug
  - Der Bahnhof Bowden liegt rund 150 m vom Adelaide Entertainment Centre entfernt und kann bequem zu Fuß erreicht werden.
- Bus
  - Haltestellen liegen im Umkreis von 50 bis 80 m zum AEC. Dort verkehren die Linien 115, 150 und 157.
- Taxi
  - Taxistände sind auf beiden Seiten der Port Road in der Nähe des Komplexes zu finden.
- Rad
  - An der Vorderseite des AEC befinden sich Abstellmöglichkeiten, um die Fahrräder zu sichern.
- PKW
  - Der Komplex bietet mehr als 1400 Parkplätze. Ein Parkplatz kostet bei einer Veranstaltung 15 AUD. Ein- und Ausfahrt ist nur über die Mary Street, die Manton Street und die Adam Street möglich. Es wird auch Park & Ride angeboten.[7]

## Galerie

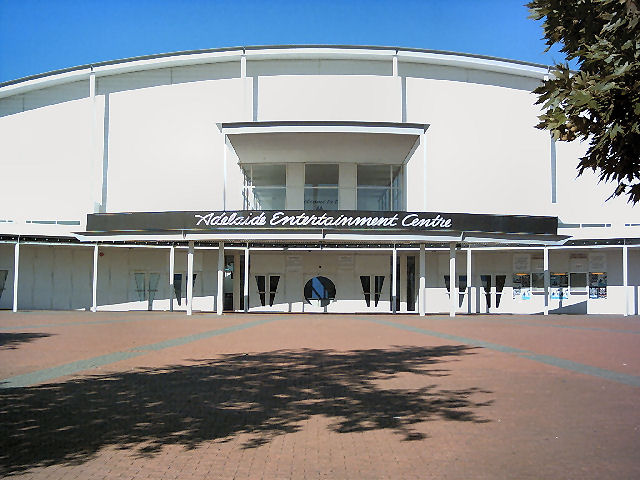
Der alte Eingangsbereich (2005)
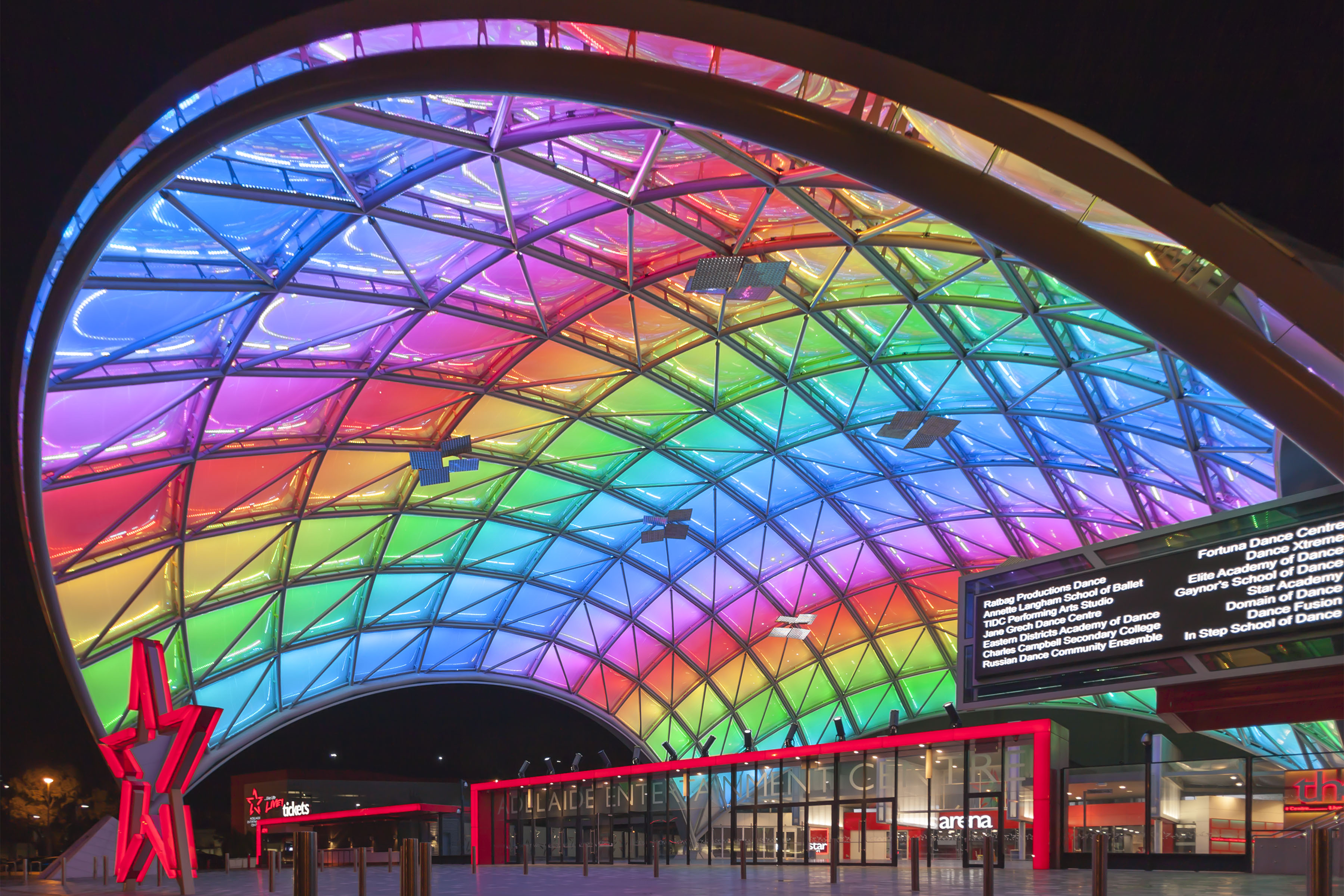
Der Eingang nach der Renovierung (2015)
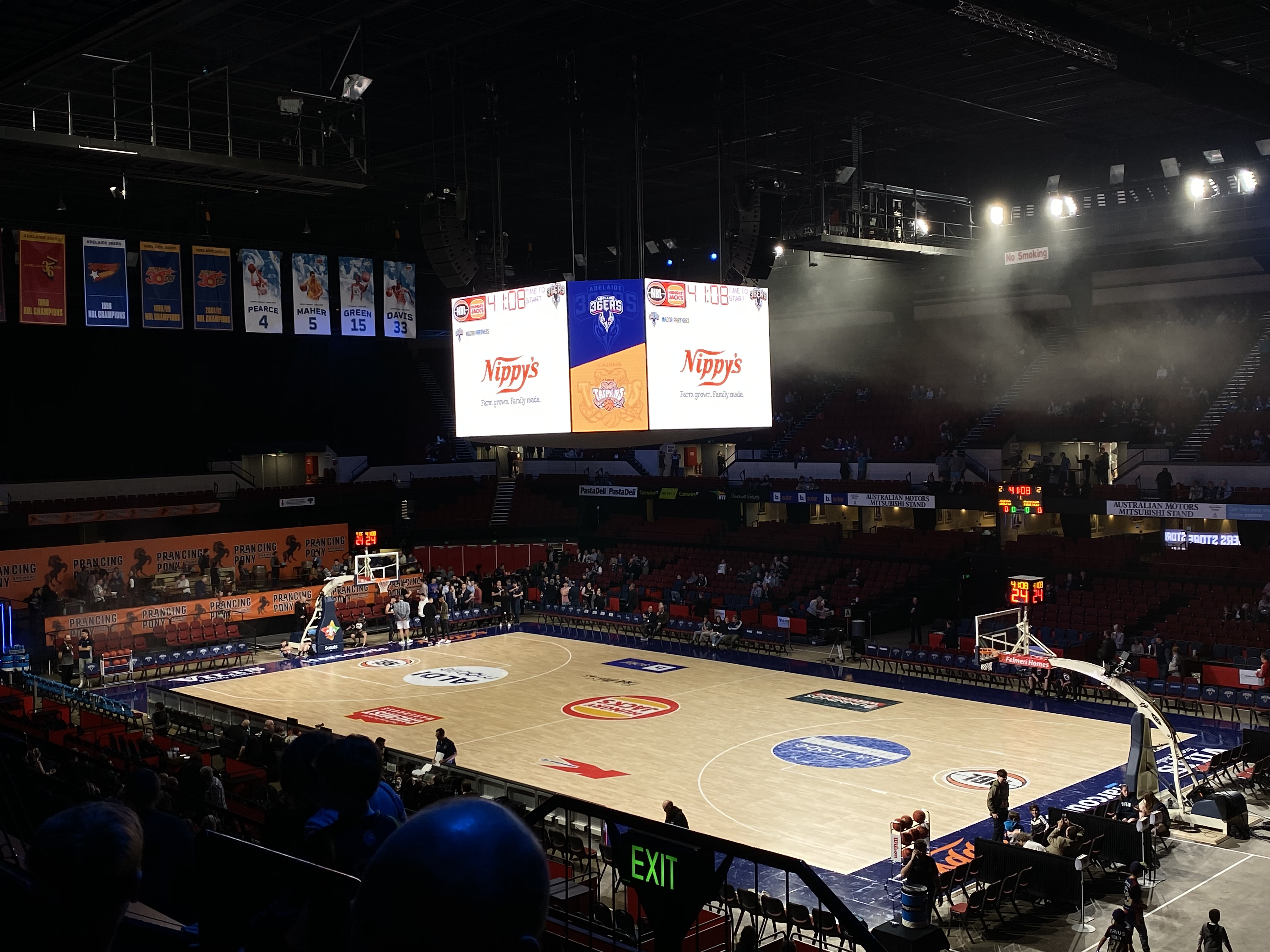
Das AEC mit Basketballfeld (2019)